# Cratère des Pingualuit
Le cratère des Pingualuit (en inuktitut : ᐱᖑᐊᓗᐃᑦ), autrefois connu sous l'appellation cratère du Nouveau-Québec, est un cratère d'impact situé à 88 kilomètres de la localité de Kangiqsujuaq, au Nunavik, à l'extrémité nord du Québec, au Canada.
Ce cratère est l'élément central du parc national des Pingualuit. Il fait partie des huit structures d'impact météoritique reconnues à ce jour au Québec et est la plus petite (la plus grande étant le cratère Manicouagan). Il fait également partie de la douzaine de cratères au monde du pléistocène (1,3 million d'années).

## Géographie
Les sous-bassins versants voisins du cratère des Pingualuit sont :
- côté nord : Petite rivière de Puvirnituq, lac Manarsulik (jadis désigné « lac Laflamme ») ;
- côté est : Rivière Vachon, lac Saint-Germain, lac Qangattajuuq ;
- côté sud : lac Vergons ;
- côté ouest : lac Rouxel.

Le cratère des Pingualuit fait partie du bassin versant de la rivière Vachon qui se déverse dans la rivière Arnaud. Cette dernière est un affluent du littoral Ouest de la baie d'Ungava.

## Toponymie
Le cratère des Pingualuit a initialement été désigné sous le nom de « cratère Chubb » dans les années 1950-1960, évoquant Frederick W. Chubb, chercheur de diamants. Visible de l’espace, ce cratère a été renommé « cratère du Nouveau-Québec » dans les années 1970. Finalement, le 25 janvier 2001, la Commission de toponymie du Québec a officialisé l'hydronyme « cratère des Pingualuit » pour désigner ce plan d'eau fermé.
Le nom du cratère signifie « boutons éruptifs » ou « boutons d'acné » en inuktitut du fait de la forme des collines de la région du cratère.
Sur Google Maps, le cratère est nommé « Œil de cristal ».

## Description
Parmi les nombreux cratères du Canada et du Québec, il s'agit de l'un des plus récents — formé il y a 1,4 million d'années seulement — et de ce fait l'un des mieux conservés du monde. Il s'agit d'un astroblème appartenant à la catégorie des cratères simples.
Il est presque parfaitement circulaire (3,44 km de diamètre) et facilement repérable du ciel. Il a un rebord bien défini qui atteint 163 mètres au-dessus de la surface du lac Pingualuk qui, uniquement alimenté par les eaux de pluie, a partiellement rempli le cratère (252 m de profondeur), le plus profond au Québec. Le diamètre du cratère est de 2,7 km. Son eau est d'une grande pureté, mais sa qualité fragile, puisque pour renouveler la totalité de son volume, on estime qu'il faut 330 ans. Elle est faiblement minéralisée et contient peu de plancton. Une seule espèce de poisson y vit, l'omble chevalier.
Le cratère a été découvert le 20 juin 1943 lors de vol météorologique. Frederick W. Chubb et Victor B Meen sont les premiers à l'explorer. Le botaniste Jacques Rousseau et le peintre René Richard s'y rendent également en 1951.
Il fut proposé en 1950 par Victor B Meen, du Musée royal de l'Ontario, qu'il puisse s'agir d'un cratère de météorite, tandis que Curry (1968) de la Commission géologique du Canada proposait qu'il puisse s'agir d'une structure volcanique. Son origine exacte, météoritique, ainsi que son âge, ont été déterminés en 1988 à la suite de l'expédition du géologue Michel A. Bouchard (1990).

## Expédition de 2007
Le professeur Reinhard Pienitz de l'Université Laval a conduit en 2007 une expédition vers le cratère pour extraire des sédiments du fond du lac afin d'obtenir des données sur les changements climatiques datant de la dernière période interglaciaire, il y a 120 000 ans.

## Faune
Le lac, au centre du cratère, ne compte qu'une seule espèce de poisson, soit  l'omble chevalier.